# ジョージ・イレニヘナ
ジョージ・イレニヘナ（英語: George Ilenikhena、2006年8月16日 - ）は、ナイジェリアとフランスのサッカー選手。ポジションはFW。

## クラブ歴
ラゴス生まれで3歳の時にアントニーに移住した。地元のアントニー・フットボール・エヴォリューションでサッカーを始め、2021-22シーズンにアミアンSCに移籍した。同シーズンのU-17リーグで15歳ながら24得点を記録し、注目されるようになった。2022年11月19日に行われたクープ・ドゥ・フランスでジェレミー・ゲランとの交代で途中出場しプロ初出場を記録した。
2023年6月29日にロイヤル・アントワープFCに4年契約の移籍金推定600万ユーロで完全移籍した。同年10月にはネクスト・ジェネレーション2023に選出された。さらに12月13日にはUEFAチャンピオンズリーグ 2023-24 グループステージのFCバルセロナ戦の92分に決勝点をあげて同大会初得点を記録した。
2024年7月25日、ASモナコに移籍した。

## 代表歴
2021年夏にフランスU-16代表に選出された経歴がある。

## プレースタイル
足の速い左利きのセンターフォワードで、彼を選手デビューさせたフィリップ・ヒンシュベルガー監督はゴール前での能力の高さが光る選手だと述べている。本人はクリスティアーノ・ロナウドとキリアン・エムバペをお気に入りの選手として名をあげている。